# Cocco Bill
Cocco Bill, tecknad Westernhjälte, skapad på 1950-talet av Jacovitti.